# آشالازی
آشالازی (به انگلیسی: Achalasia) نوعی اختلال حرکتیِ نادر مری است که با انقباض تونیک اسفنکتر تحتانی مری مشخص می‌شود.
در این بیماری اسفنگتر تحتانی مری به‌طور متناسب با بلع شل نمی‌شود و همزمان با این مشکل مری متسع و بدون انقباضات کرم‌وار است. علت این اختلال تحلیل شبکهٔ عصبی مری است. بیماران اغلب در بلع غذا مشکل دارند.
- گشاد شدن بیش‌ از اندازهٔ و درازمدت ناشی از انسداد می‌تواند باعث آتروفی عضلات جداریِ مری شده و مری را به یک عضو ناکارآمد تبدیل نماید.

## تشخیص
باتوجه‌به شباهت علائم آشالازی، این بیماری می‌تواند به‌مانند بیماری ریفلاکس گاستروازوفاژیال و فتق هیاتوس ایجاد مشکل کند. تشخیص با فشارسنجی مری یا علامت نوک پرنده در عکس بلع باریم است.

## آسیب‌ها و عوارض
- آتروفی عضلانی جدار مری
- افزایش درازمدت حجم مری

## درمان
- استفاده از بالون در روش آندوسکوپی
- تزریق سم بوتولینوم

### درمان جراحی آشالازی
یکی از معروف ترین درمان های جراحی آشالازی میوتومی هلر است.
این روش جراحی بصورت لاپاراسکوپی انجام می شود.
در این روش چند سوراخ کوچک در شکم ایجاد شده و ابزار جراحی وارد شکم شده و جراحی وارد شکم می شود.
جراح عضله تحتانی مری را برش می دهد.